# Zombie Honeymoon
Zombie Honeymoon ist eine US-amerikanische Horrorkomödie aus dem Jahr 2004.

## Handlung
Denise und Danny Zanders sind glücklich, das frisch vermählte Paar verbringt die Flitterwochen in einem idyllischen Ferienhaus am Strand von New Jersey, wo sie die schönen Seiten des Lebens genießen. Das junge Glück währt jedoch nicht lange, als Danny während eines Strandausfluges urplötzlich von einem geheimnisvollen Unbekannten, der zuvor den tosenden Wogen des Meeres entstieg, attackiert wird. Der Fremde erbricht eine schwärzliche Flüssigkeit auf Dannys Gesicht und stirbt anschließend. Das Opfer verliert daraufhin das Bewusstsein, gelangt aber durch das beherzte Eingreifen der Partnerin umgehend in ein Hospital. Trotz sofortiger Wiederbelebungsversuche setzt das Herz des Bräutigams aus, die Ärzte bestätigen daraufhin Dannys tragischen Tod. Zehn Minuten später erwacht der Totgeglaubte vor den Augen der trauernden Gefährtin und des anwesenden Klinikpersonals zu neuem Leben. Denise ist hocherfreut, sie kann ihr Glück kaum fassen.
Nach kurzer Nachbehandlung wird der gesunde, jedoch merkwürdig veränderte Danny – er ist anfangs kaum sichtbar zum Zombie mutiert – aus dem Krankenhaus ins vertraute Flitterwochendomizil entlassen. Der Untote, dessen bedrohliche Verwandlung sich nur sehr langsam ankündigt, wird zunehmend aggressiver. Dennoch durchleben die beiden abermals eine kurze Phase des Glücks, bis die nachdenkliche Gattin Veränderungen an ihrem Liebsten feststellt. Der überzeugte Vegetarier verspürt eine unstillbare Gier nach Blut und Menschenfleisch! Als Danny eines Tages von seiner jungen Braut ertappt wird, wie er sich von einem toten Jogger in der Badewanne ernährt, flieht die schockierte Schönheit vom Schauplatz des Geschehens. Die Ehefrau gerät in einen Gewissenskonflikt, schwankt zwischen Liebe und Vernunft, zwischen Helfen und Hilfe herbeiholen.
Trotz Abscheu und Ekel für die bizarren „Vorlieben“ ihres Mannes versucht sie sich mit ihrem Ehepartner zu arrangieren. Der Umgang mit den kannibalistischen Neigungen ihres Angetrauten gestaltet sich aber äußerst schwierig, da Dannys trotz unermüdlicher Liebesbekundungen sein Verlangen nicht kontrollieren kann. Der Drang zu töten und zu fressen ist einfach so stark, dass er eine tägliche Ration Fleisch benötigt. Dies wird mehreren Leuten zum Verhängnis, darunter einigen Passanten, die Danny auf offener Straße angreift. Seine Opfer verwandeln sich jedoch nicht selbst zu Zombies, sie dienen ihm lediglich als Nahrung. Im weiteren Verlauf der Handlung verschlechtert sich der Zustand des lebenden Toten rapide, er ist fast nicht mehr zu bändigen.
Die Polizei in Gestalt von Officer Carp wird schließlich auf den Mörder aufmerksam. Spätestens zu diesem Zeitpunkt gibt die treusorgende Denise ihr vergangenes Leben vollständig auf und kümmert sich aufopferungsvoll um den inzwischen auch äußerlich verwahrlosten Danny. Die Situation eskaliert. Der lebende Tote fällt über ein befreundetes Pärchen sowie über herbeigerufene Polizeieinheiten her und löst ein grausames Blutbad aus. Unter Tränen versucht Denise ihrem Ehemann, dem sie einst schwor in guten wie auch in schlechten Zeiten beizustehen, zu entfliehen. Danny steht unmittelbar vor seinem Ableben, die schwarze Infektion bestimmt fortan sein Handeln. Instinktgetrieben begibt er sich auf die Suche nach einem neuen Wirt, den er in seiner Frau gefunden zu haben meint. In einem letzten Kraftakt schafft er es seine Gier zu unterdrücken, Denise zu beschützen und diese nicht zu infizieren, wenige Sekunden später segnet Danny das Zeitliche. Am Ende des Films entscheidet sich die trauernde Witwe eine langersehnte Reise nach Portugal anzutreten.

## Kritiken
Das Lexikon des internationalen Films schrieb, der Film sei eine „absurd-blutige Mischung aus Zombie-Film, Horrorkomödie und Liebesgeschichte in semiprofessioneller Inszenierung.“